# NGC 329
NGC 329 là một thiên hà xoắn ốc trong chòm sao Kình Ngư. Nó được phát hiện vào ngày 27 tháng 9 năm 1864 bởi Albert Marth. Nó được mô tả bởi Dreyer là "mờ nhạt, mở rộng." 